# Safaripark

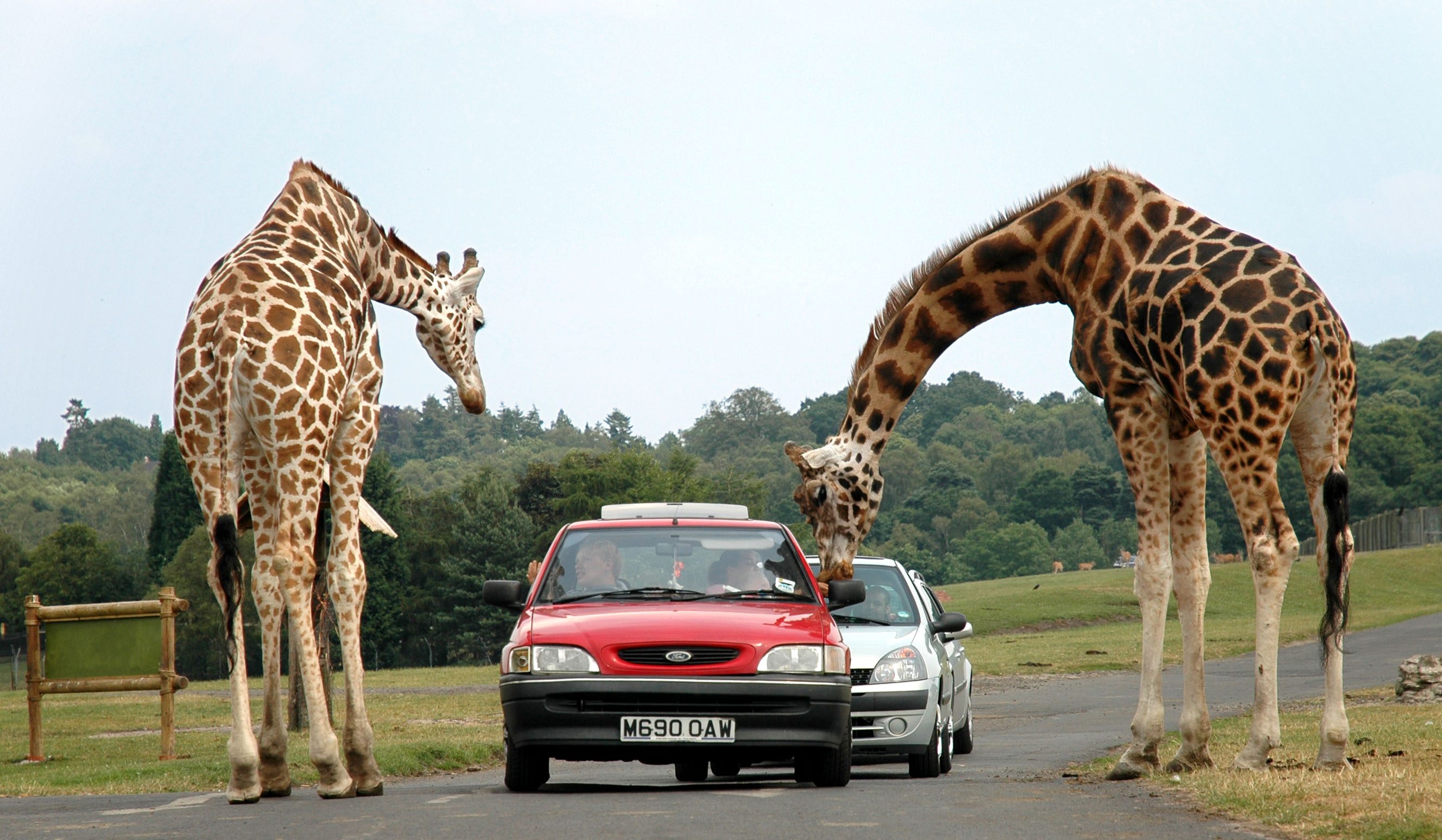
Besucher füttern Giraffen im West Midland Safari & Leisure Park, England

Ein Safaripark ist eine Zoo-ähnliche kommerzielle Drive-in-Touristenattraktion, bei der Besucher vom Fahrzeug aus Wildtiere beobachten können, die auf dem Gelände frei herumlaufen. Hauptattraktionen sind oft afrikanische Großtiere wie Giraffen, Löwen, Nashörner, Elefanten, Flusspferde, Zebras, Straußen und Antilopen.

## Geschichte
Vorläufer heutiger Safariparks war der Africa U.S.A. Park (1953–1961) in Florida.
Das erste Löwengehege, durch das Besucher mit Bussen hindurchfahren konnten, eröffnete 1963 im Tama-Zoo in der Präfektur Tokio.
Der erste Drive-through-Safaripark außerhalb Afrikas wurde 1966 in Longleat in Wiltshire, England, eröffnet. Die Idee stammte von Jimmy Chipperfield (1912–1990), dem ehemaligen Co-Direktor des Chipperfield’s Circus, wobei ein ähnliches Konzept bereits Angus Wilson in seinem 1961 erschienenen Roman The Old Men at the Zoo erörtert hatte. Der ehemalige Windsor Safari Park in Berkshire, England, wurde 1992 geschlossen und in ein Legoland umgebaut.

## Safariparks weltweit

### Europa
- Belgien: 

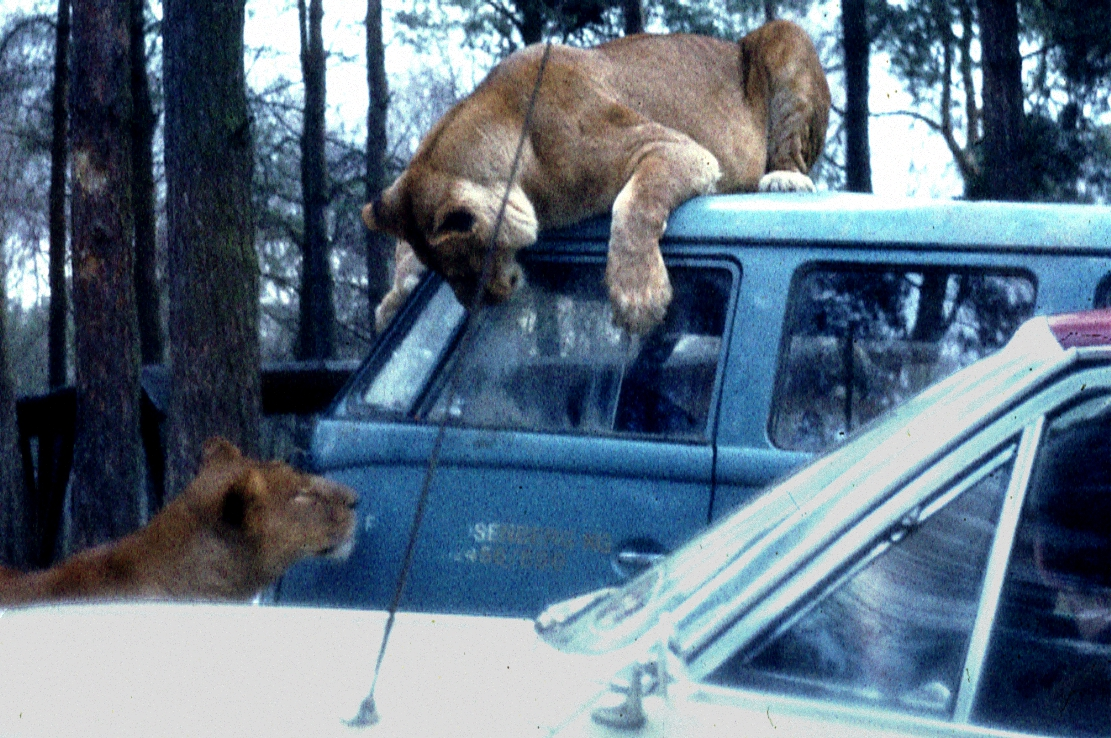
Löwen 1970 in Tüddern

  - Aywaille (Le Monde Sauvage, 1975)
- Vereinigtes Königreich: 
  - Longleat Safari Park (1966),
  - Windsor (Windsor Safari Park, 1969–1992),
  - Woburn (Woburn Safari Park, 1970),
  - Knowsley (Knowsley Safari Park, 1971),
  - Lambton Castle (Lambton Lion Park, 1972–1980),
  - Bewdley (West Midland Safari & Leisure Park, 1973)
- Frankreich: 
  - Thoiry (Thoiry ZooSafari, 1968),
  - Peaugres (Safari de Peaugres, 1974),
  - Sigean (Réserve Africaine de Sigean, 1974),
  - Saint-Vrain (Parc du Safari de Saint-Vrain, 1975–1998),
  - Obterre (Haute Touche Zoological Park, 1980) im Besitz des Muséum national d’histoire naturelle,
  - Port-Saint-Père (Planète Sauvage, 1992)
- Niederlande: 
  - Hilvarenbeek (Safaripark Beekse Bergen, 1968)
- Deutschland: 
  - Gelsenkirchen (Löwenpark, 1968–1989),
  - Tüddern (Löwen-Safari, 1968–1990),
  - Schloß Holte-Stukenbrock (Safariland Stukenbrock, 1969),
  - Hodenhagen (Serengeti-Park, 1974),
  - Gross-Gerau (Safariland Gross-Gerau/Wallerstädten, 1970–1985)[4]
- Italien:
  - Bussolengo (Parco Natura Viva, 1969),
  - Fasano (Zoosafari, 1973),
  - Pombia (Safaripark Pombia, 1976),
  - Murazzano (Parco Safari delle Langhe, 1976),
  - Ravenna (Safari Ravenna, 2012)
- Dänemark: 
  - Givskud (Løveparken, 1969),
  - Knuthenborg (Knuthenborg Park & Safari, 1969)
- Schottland: 
  - Blair Drummond (1970)
- Schweden: 
  - Kolmården (Safari Park, 1972–2011),
  - Smålandet (Markaryds Älg Bison Safari)
- Österreich: 
  - Gänserndorf (Safaripark, 1972–2004)
- Spanien: 
  - Cabárceno (Parque de la Naturaleza, 1990)
- Portugal: 
  - Badoca Safari Park
- Russland: 
  - Kudykina Gora (russisch Кудыкина гора)

### Amerika
- Vereinigte Staaten
  - Florida: Loxahatchee (Lion Country Safari, 1967)
  - Kalifornien: Escondido (San Diego Zoo Safari Park, vormals San Diego Wild Animal Park, 1972)
  - Louisiana: Epps (High Delta Safari Park)
  - Maryland: Largo (The Largo Wildlife Preserve, 1973–1978, nun Teil des Themenparks Six Flags America)
  - Nebraska: Ashland (Lee G. Simmons Conservation Park and Wildlife Safari)
  - New Jersey: Jackson (Great Adventure, 1974, nun Teil des Vergnügungsparks Six Flags Great Adventure)
  - New Jersey: West Milford (Warner Brothers Jungle Habitat, 1972–1976)
  - Texas: Grand Prairie (Lion Country Safari, 1971–1992), San Antonio (Natural Bridge Wildlife Ranch, 1984), Glen Rose (Fossil Rim Wildlife Ranch, 1984)
  - Oregon: Winston (Wildlife Safari, 1973)
  - Ohio: Port Clinton (African Safari Wildlife Park, 1973), Mason (Lion Country Safari at Kings Island, 1974–1993)
  - Virginia: Doswell (Lion Country Safari in Kings Dominion, 1974–1993), Natural Bridge (Virginia Safari Park,[5] 2000)
  - Georgia: Pine Mountain (Wild Animal Safari, 1991)
- Kanada
  - Ontario: Flamborough (African Lion Safari, 1969)
  - Quebec: Hemmingford (Parc Safari Africain, 1972)
  - Quebec: Montebello (Parc Omega)
- Mexiko
  - Puebla (Africam Safari, 1972)
  - Morelos (Zoofari, 1984)
- Guatemala: Escuintla (Auto Safari Chapín, 1980)
- Chile: Rancagua (Safari Park Rancagua, 2009)

### Asien
- Bangladesh: Cox’s Bazar (Dulahazara-Safari-Park, 1999)
- Bangladesh: BangaBandhu Safari Park, Sreepur, Gazipur[6]
- Israel: Ramat-Gan Safari (1974)
- Indien: Wildlife Safari Etawah (2014)
- Japan: Miyazaki (Safari Park, 1975), Usa (Kyushu African Safari, 1976), Mine (Akiyoshidai Safari Land, 1977), Tomioka (Gunma Safari Park, 1979), Susono (Fuji Safari Park,[7] 1980), Himeji (Central Park, 1984)
- Philippinen: Calauit (Calauit Safari Park, 1975), Olongapo (Zoobic Safari, 2003)
- Pakistan: Lahore (Lahore Zoo Safari, 2009, vormals Lahore Wildlife Park, 1982)
- Thailand: Bangkok (Safari World, 1988)
- China: Shenzhen (Safari Park, 1993), Shanghai (Wild Animal Park, 1995), Qinhuangdao (Qinhuangdao Wildlife Park, 1995), Guangzhou (Xiangjiang Safari Park, 1997), Jinan (Safari Park, 1999), Badaling (Safari World, 2001)
- Indonesien: Taman Safari, mit drei Standorten in Bogor, Mount Arjuno und Bali (Taman Safari Bali)
- Malaysia: Malacca (A'Famosa Animal World Safari, 2001), Pahang (Bukit Gambang Safari Park)
- Singapur: (Night Safari, 1994)
- Taiwan: Hsinchu (Leofoo Safari Park)

### Ozeanien
- Australien
  - New South Wales: Warragamba (African Lion Safari, 1968–1991)
  - Südaustralien: Monarto (Monarto Safari Park, 1983)
  - Victoria: Werribee (Werribee Open Range Zoo, 1983)
  - Westaustralien: Wanneroo (Wanneroo Lion Park, 1971–1988)

### Afrika
- Ägypten: Alexandria (Africa Safari Park, 2004)